# جايسون جاريت (لاعب كرة قدم)
جايسون جاريت (بالإنجليزية: Jason Jarrett)‏ هو لاعب كرة قدم وحكم كرة قدم بريطاني في مركز الوسط، ولد في 14 سبتمبر 1979 في بري ‏ في المملكة المتحدة. لعب مع أولدهام أثلتيك وبرايتون أند هوف ألبيون وبريستون نورث إيند وبورت فايل وستوك سيتي وكوينز بارك رينجرز وليستر سيتي ونادي إيرباص يو كاي بروتون ونادي بلاكبول ونادي بليموث أرجايل ونادي بوري ونادي ريكسهام ونورويتش سيتي وهال سيتي وويغان أتلتيك.

## وصلات خارجية
- جايسون جاريت على موقع قاعدة بيانات كرة القدم.إي يو (الإنجليزية)
- جايسون جاريت على موقع Soccerbase.com (لاعب) (الإنجليزية)
- جايسون جاريت على موقع Soccerway.com (الإنجليزية)